# Klettergarten

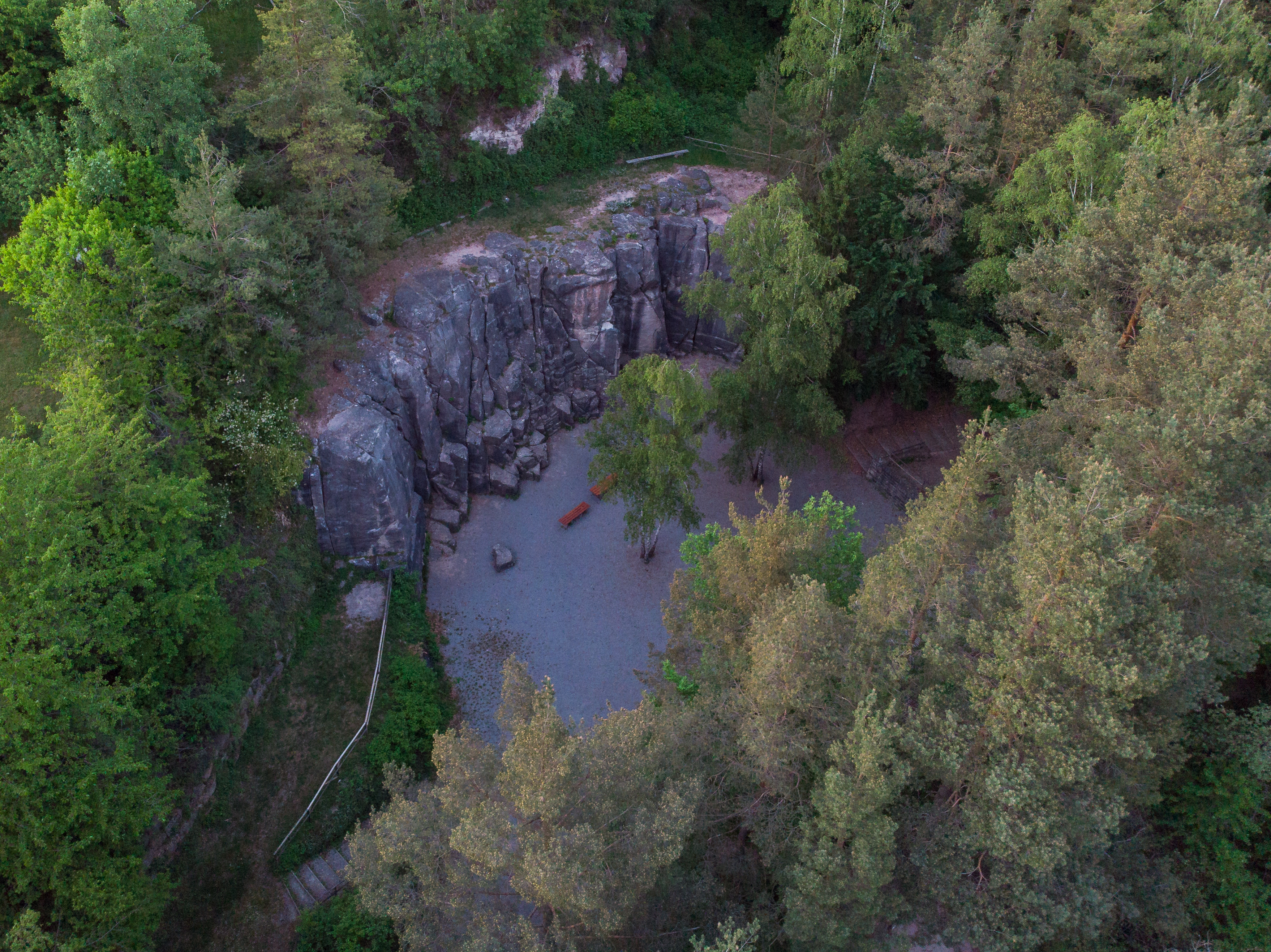
Klettergarten Stetten im Remstal, Baden-Württemberg

Ein Klettergarten ist ein in einer Felsgruppe gelegenes Klettergelände, in dem einfache bis schwierige Touren vorzufinden sind. Die Felsgruppe kann eine natürliche Felswand oder ein Steinbruch sein. Charakteristisch ist, dass dieses Klettergelände in der Höhe meist auf eine Seillänge (ca. 50 m, oft aber auch bis zu 30 m) begrenzt ist, darüber wird vom alpinen Fels gesprochen, wobei die Übergänge fließend sind. Ein Klettergebiet kann einen, mehrere oder auch viele Klettergärten oder Sektoren umfassen, allerdings werden in der öffentlichen Diskussion die Begriffe Klettergebiet und Klettergarten oft synonym verwendet. Klettergärten werden eingerichtet, d. h. mit Bohrhaken, Umlenkern und ähnlichem versehen, um ein gefahrloses Klettern zu ermöglichen.

## Einrichten und Charakteristika eines Klettergartens
Klettergärten werden meist an einer natürlichen Felswand angelegt, ob diese geeignet ist, hängt von naturschutzrechtlichen Vorschriften (z. B. keine Kletterverbote), Beschaffenheit der Wand (Festigkeit der Wand, Steinschlaggefahr), Zugänglichkeit der Wand (Wanderweg zur Wand vorhanden) und vom Engagement der Einrichter ab. Die Einrichter sind meist engagierte Personen, Klettervereine oder Sektionen der örtlichen Alpenvereine. In den Alpen befinden sich manche Klettergärten in der Nähe von Alpenvereinshütten und werden von deren Hüttenwirten eingerichtet und unterhalten.
Einen Klettergarten einzurichten, bedeutet, geeignete Touren zu identifizieren. Ziel ist es eine möglichst homogene Schwierigkeit zu bekommen und eine interessante Linienführung zu erzielen. Sobald eine Tour identifiziert ist, wird diese so mit Bohrhaken und anderen Sicherungselementen ausgestattet. Die Art und Weise der Ausstattung ist gebietsspezifisch und hängt von der lokalen Kletterethik ab. Daher kann eine Tour sehr eng mit Haken ausgestattet sein. In anderen Gebieten dagegen kann es eher dürftig sein, in diesen wird von einer Eigenverantwortung des Kletterers und des Geschick im Umgang mit mobilen Sicherungen ausgegangen. Am Ende der Tour befinden sich meist Umlenker, da die Felsköpfe aus Naturschutzgründen oft nicht betreten werden sollen.
Prinzipiell können im Klettergarten alle Gesteinsarten vorkommen, abhängig von den im jeweiligen Klettergebiet vorkommenden Gesteinen. So finden sich z. B. in den wichtigsten deutschen Klettergebieten folgende Gesteinsarten: Granit im Harz, Phonolith an der Steinwand, Sandstein im Pfälzer Wald und in der Sächsischen Schweiz, Kalk im Ith, in den Gebieten der Schwäbischen Alb und im Frankenjura. In einem Klettergarten können auch alle Neigungen vorkommen, von sehr flachen bis zu solchen mit ausgeprägten Überhängen; meist ist doch eine moderate Steilheit vorherrschend.
Die Schwierigkeit einer Tour wird in Schwierigkeitsgraden angegeben, in Deutschland, Österreich und der Schweiz ist dies meist UIAA, in Frankreich, Südeuropa meist die französische Skala. Diese dient den Kletterern als Hilfe, welche Tour sie bewältigen können. Da die Felsköpfe in Klettergärten oft nicht betreten werden dürfen, müssen die Touren in aller Regel von unten im Vorstieg bewältigt werden und die Kletterer daher der Schwierigkeit gewachsen sein. Die Beschreibung der Touren, deren Spezifika, Verlauf und Schwierigkeit kann Topos entnommen werden, die in Kletterführern veröffentlicht werden. Diese beschreiben meist ein Gebiet, deren Felsen, aber auch Naturschutz im Gebiet, Verhaltensregeln, Anfahrt und ähnliches.

## Klettern im Klettergarten

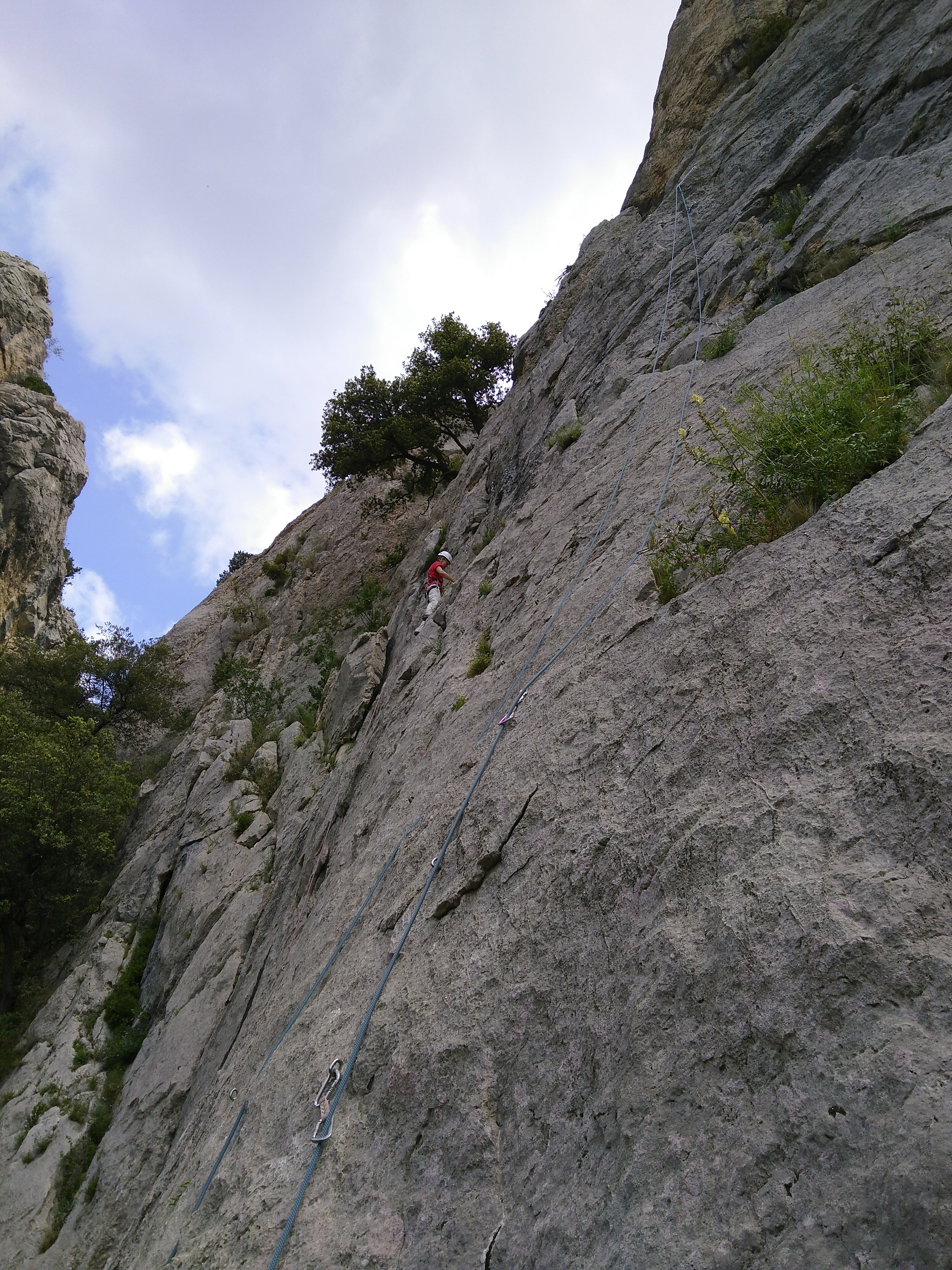
Kletterin im Klettergarten, hier im Vorstieg

Kletterinnen und Kletterer müssen im Klettergarten mehr Eigenverantwortung als in der Kletterhalle aufbringen, so muss der richtige Fels und die gewünschte Route gefunden werden, Naturschutzregeln beachtet, das Gelände richtig beurteilt und die Anwohner geschont werden. Der Wandfuß und die Steinschlaggefahr muss richtig beurteilt werden. Die Tour selbst muss Schwierigkeiten entsprechen, die bezwingbar sind und die Sicherungspunkte wie Haken, Umlenker müssen richtig eingeschätzt werden.
Normalerweise werden die Routen von unten nach oben geklettert. Am höchsten Punkt der Route befindet sich meist ein Umlenker, beispielsweise ein fest angebrachter Karabinerhaken, in den das Seil eingehängt wird. Dadurch kann der Sichernde den Kletterer ablassen. Manchmal ist es auch möglich oder notwendig, aus der Route auszusteigen und über einen Fußweg hinunterzugehen.
Siehe auch: Ablassen und Abseilen
Da es in Klettergärten Befestigungsmöglichkeiten für Sicherungsmittel wie z. B. Haken gibt, ist ein relativ sicheres Klettern auch für Ungeübte und Kinder möglich, zumal wenn die Schwierigkeiten moderat sind – dies ist jedoch gebietsspezifisch. Deshalb ist es empfehlenswert, im Umgang mit mobilen Sicherungsmittel geübt zu sein, also Klemmkeile oder Friends einsetzen zu können und mit Bandschlingen Sanduhren abbinden zu können.

## Kletterregelungen
In vielen Gebieten gibt es Vereinbarungen und Kletterkonzeptionen, die das Klettern im Klettergarten in naturverträgliche Bahnen lenken sollen. Kletterkonzeptionen teilen Felsen meist in Zonen unterschiedlicher Nutzung ein, wie Ruhezonen (Kletterverbot), Vorrangzone Naturschutz (Klettern im bisherigen Umfang erlaubt), Vorrangzone Klettern (auch Erstbegehungen und Neutouren sind erlaubt). Diese Kletterregeln sind verbindlich und häufig auch gesetzlich verankert. In den meisten Fällen haben sich differenzierte Regelungen durchgesetzt, die die Belange von Naturschutz und Kletterern in Balance bringen. So z. B. zeitlich befristete Sperrungen während der Brutzeit der Vögel. Von den Gegnern des Klettersports werden aber auch unsachliche Kritik und fachlich nicht haltbare Vorwürfe an die Öffentlichkeit getragen – die Konsequenz sind übertriebene und kompromisslose Felssperrungen der Behörden.